# 生產機械化

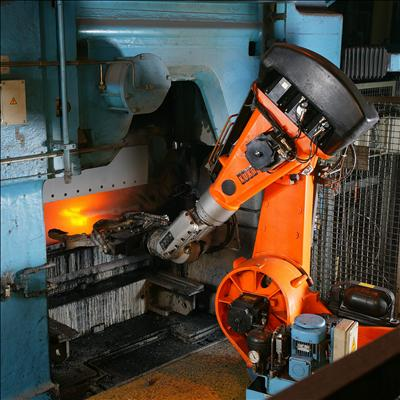
機械化煉鐵廠，機械在高溫高壓的作業環境下效率高於人工

生產機械化，是一個經濟學的課題，相對於勞力密集工業，機械化工業又名資本密集工業，因為機械由資本投資形成。一門工業由勞工作主要生產要素，轉營以電力、水力等其他動力來驅動生產。

## 優點
生產機械化是提高生產率、減輕勞工需求的重要途徑。尤其在勞力短缺、高工資、工會集體談判權及勞動法嚴峻的地區。

## 半機械化
生產過程中，仍然依賴半機械半人力或畜力推動的生產模式。